# Feldstärketensor
Ein Feldstärketensor beschreibt die Felder in Eichtheorien. Das bekannteste Beispiel ist der elektromagnetische Feldstärketensor für die Eichtheorie der Elektrodynamik, der das elektrische und magnetische Feld beschreibt. Feldstärketensoren werden vor allem in Quantenfeldtheorien angewendet.
Dabei ist der Feldstärketensor kein Tensor im eigentlichen mathematischen Sinne, da seine Komponenten keine reellen Zahlen sind, sondern Elemente der zur Eichgruppe zugehörigen Lie-Algebra.

## Allgemein
Wird in einer Eichtheorie die kovariante Ableitung eines Feldes {\displaystyle \psi } definiert als
{\displaystyle D_{\mu }\psi =(\partial _{\mu }+A_{\mu })\psi },
wobei
- {\displaystyle A_{\mu }} ein Matrixpotential der Form {\displaystyle A_{\mu }=-it^{a}A_{\mu }^{a}} ist mit
  - hermiteschen Matrizen {\displaystyle t^{a}} und
  - reellen Funktionen {\displaystyle A_{\mu }^{a}} der Raumzeit,

so ergibt sich der Feldstärketensor dieser Theorie zu
{\displaystyle {\begin{aligned}F_{\mu \nu }&=D_{\mu }A_{\nu }-D_{\nu }A_{\mu }\\&=-it^{a}(\partial _{\mu }A_{\nu }^{a}-\partial _{\nu }A_{\mu }^{a}+f^{abc}A_{\mu }^{b}A_{\nu }^{c}),\end{aligned}}}
wobei die reellen Zahlen {\displaystyle f^{abc}} aus dem Kommutator {\displaystyle [t^{a},t^{b}]=if^{abc}t^{c}} stammen.
Die Lagrangedichte {\displaystyle L} für das {\displaystyle A_{\mu }}-Feld kann dann gewählt werden als {\displaystyle L\propto F_{\mu \nu }^{a}F^{a\mu \nu }}, dies ist die Yang-Mills-Lagrangedichte.

## Elektromagnetismus
Für die Quantenelektrodynamik entspricht {\displaystyle A_{\mu }} dem bekannten Vektorpotential. Da dessen Komponenten vertauschen, vereinfacht sich der Feldstärketensor zur Form
{\displaystyle F_{\mu \nu }=\partial _{\mu }A_{\nu }-\partial _{\nu }A_{\mu }}
Zu dessen weiteren Eigenschaften siehe Elektromagnetischer Feldstärketensor.